# Church Street-i robbantás
A Church Street-i robbantást az Afrikai Nemzeti Kongresszus (ANC) fegyveres szárnya, az Umkhonto we Sizwe követte el 1983. május 20-án a Dél-afrikai Köztársaság fővárosában, Pretoriában. Az akcióban 19 ember meghalt, 217 megsebesült.  Ez volt az ANC legnagyobb ilyen jellegű akciója az apartheid elleni harcban.
A robbanóanyagot egy parkoló Alfa Romeo gépkocsiban rejtették el, a célpont a dél-afrikai légierő központja volt. A pokolgépet úgy időzítették, hogy sokan legyenek az utcákon, de tíz perccel korábban robbant a tervezettnél, így az ANC két tagját – Freddie Shangwét és Ezekial Masekót – is megölte. Az Umkhonto we Sizwe parancsnoka Aboobaker Ismail volt, az akciót Oliver Tambo, az ANC elnöke hagyta jóvá.
A robbantás célja egy lesothói rajtaütés megtorlása volt. A határon átcsapó dél-afrikai katonák az ANC 42 támogatóját ölték meg 1982 decemberében. Szintén bosszút akartak állni Joe Slovo ANC-aktivista és feleségének mozambiki meggyilkolásáért.
Az Igazság és Megbékélés Bizottsága 1997-1998-ban tárgyalta az ügyet. Az ANC képviselője azt állította, hogy legitim katonai célpontot támadták, és a halottak közül 11 a légierő tagja volt. A rendőrségi vizsgálat csak hetet sorolt közéjük. Az áldozatok képviselői vitatták, hogy legitim katonai célpont elleni támadás lett volna a robbantás, ugyanis az áldozatok többsége az adminisztratív stábhoz tartozott.
Aboobaker Ismail amnesztiát kért. A bizottság nem tudta tisztázni, hogy az áldozatok közül hányan tartoztak a légierőhöz, illetve hányan voltak civilek. A testület úgy találta, hogy a sebesültek közül legalább 84-en tartoztak a légierőhöz, emiatt megadta az amnesztiát.